# Michael Fossum
Michael Edward Fossum (født 19. december 1957 i South Dakota) er NASA-astronaut og har fløjet to rumfærge-missioner.
Har er uddannet systemingeniør, maskiningeniør og fysiker.
Fossum var ledende rumvandrings-specialist på NASA-missionen STS-124; hvor han udførte tre rumvandringer.